# Nayaks de Kalahasti
Els Nayaks de Kalahasti foren una dinastia que va governar els principats Kalahasti i Vandavasi. Els membres de la dinastia inclouen a Damal Chennappa Nayagar. Aquests Nayaks serviren com vassalls i lleials de la dinastia Aravidu de Vijayanagar, i llavors van residir a Fort Chandragiri i Fort Vellore.

## Governants notables

### Damal Chennappa Nayagar
Chennappa Nayaka fou un general notable sota Sriranga Deva Raya. Chennai, la capital de l'estat indi de Tamil Nadu, és anomenada en el seu honor.

### Yachama Naidu
Yachama Naidu fou un dels caps famosos d'aquesta línia. Fou lleial a Venkata II i Sriranga II. Yachama Naidu era fill de Kasturi Ranga, un altre general famós de Kalahasti i era part de la família reial de Venkatagiri. Va ajudar a Venkata II a capturar territori dels sultans del Dècan Sultans i també va sufocar rebel·lions dels Nayaks de Vellore i Madurai. Quan Sriranga II va succeir a Venkata II, Yachama li va donar suport contra la facció de Jagga Raya. Yachama Naidu va salvar al fill de Sriranga II, Rama Deva Raya, traient-lo d'amagat de la presó de Vellore amb l'ajuda d'un bugader, quan la família de Sriranga II va ser empresonada per Jagga Raya. Tanmateix, no va poder impedir l'assassinat de la família sencera de Sriranga II. Va lluitar en nom de Rama Deva Raya a Toppur amb suport de Raghunatha de Tanjore i va matar Jagga Raya agafant els seus dominis de Gobburi que van formar les regions de Pulicat, Chengalpet i Maduranthakam, però més tard van quedar completament sota control de Vellore, sota control de Rama Deva Raya, l'emperador de Vijayanagar.